# Замінник мʼяса

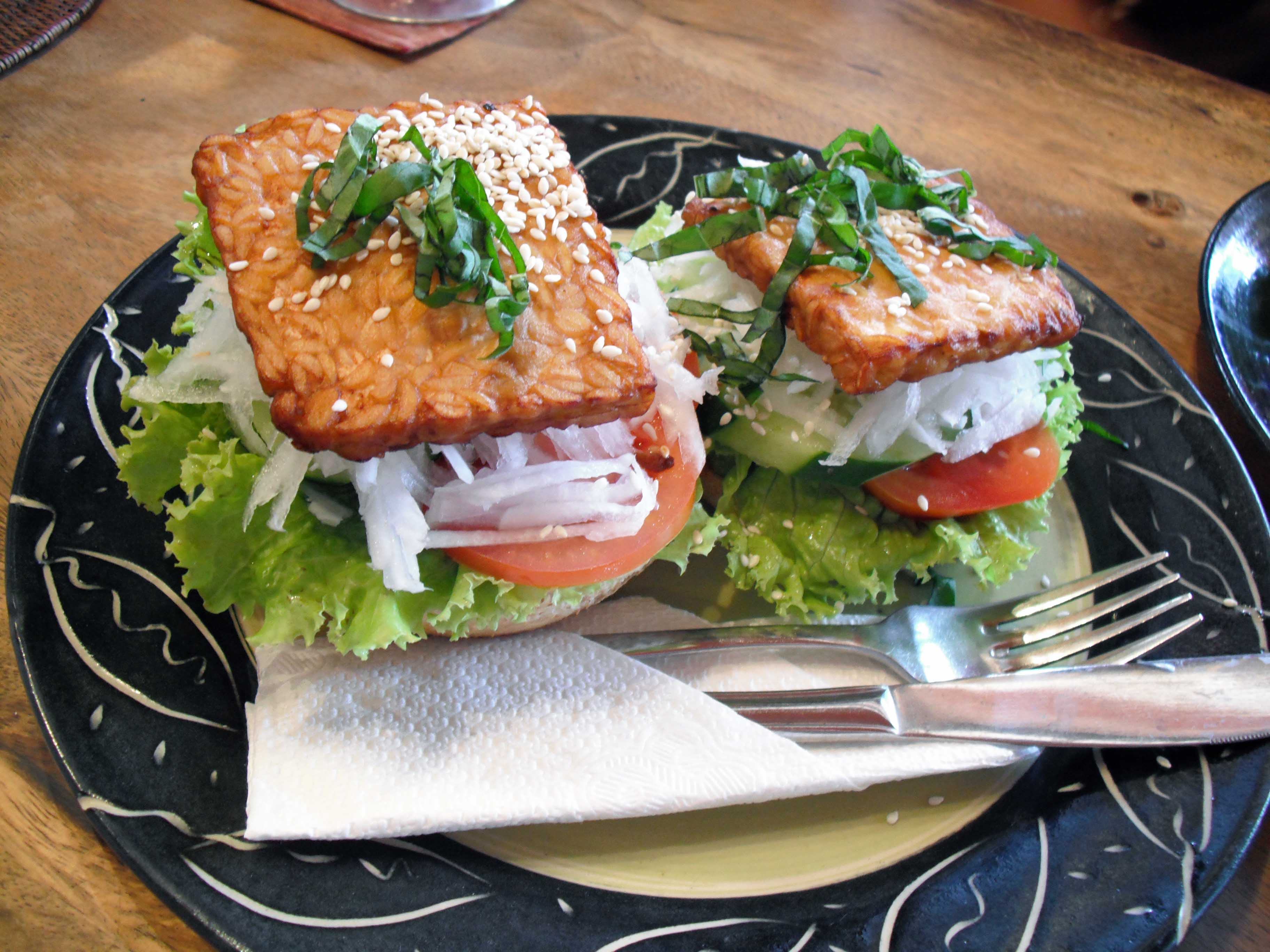
Бургер темпе

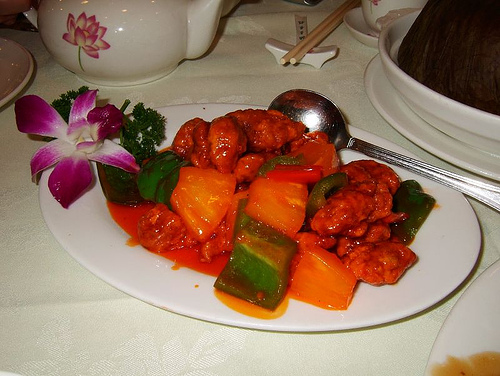
Тофу по-китайськи з буддійської кухні готують як альтернативу м'ясу

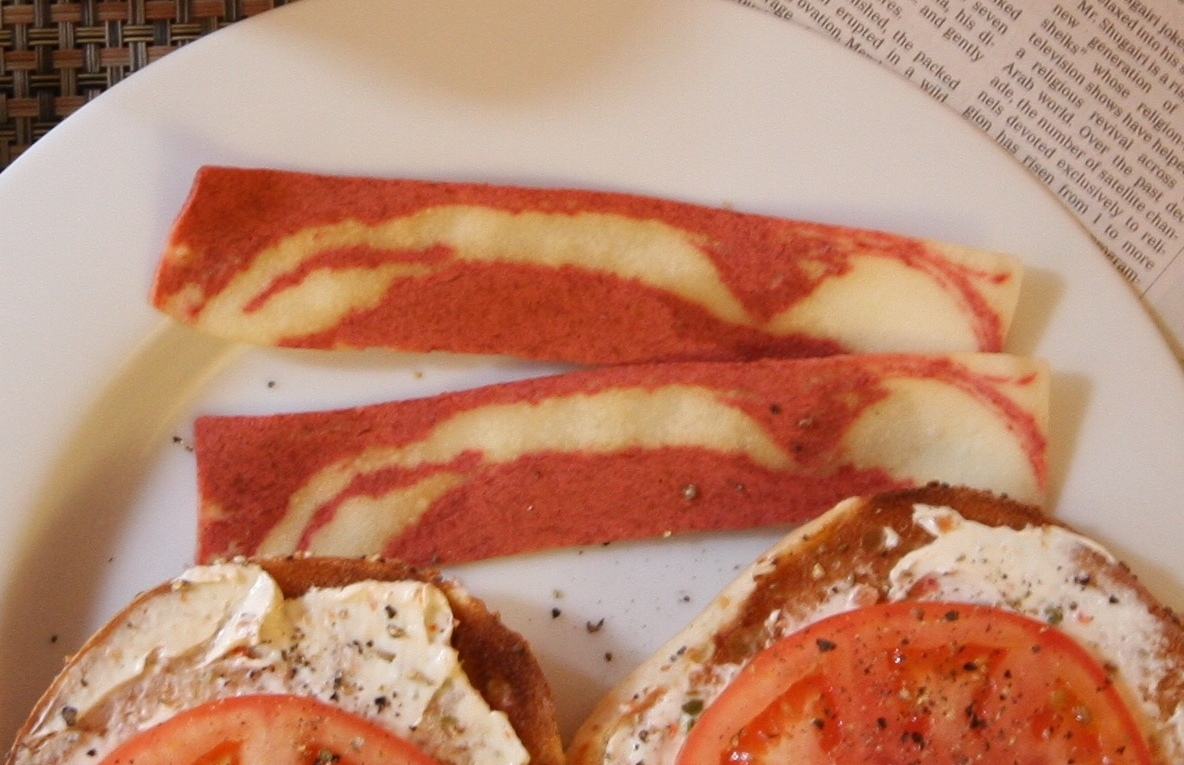
Два скибочки вегетаріанського бекону

Несправжнє мʼясо, альтернатива м’яса, замінник м’яса (також називається м’ясом рослинного походження або підробленим м’ясом) — це харчовий продукт, виготовлений із вегетаріанських або веганських інгредієнтів, який їдять замість м’яса. Альтернативи м’яса зазвичай відповідають властивостям певних видів м’яса, таким як відчуття у роті, текстура, зовнішній вигляд або хімічні характеристики. Замінники на основі рослин і грибів часто виготовляються із сої (наприклад, тофу, темпе та текстурований рослинний білок), але також можуть виготовлятися з пшеничного глютену, як у сейтані, горохового білка, як у Beyond Burger, або мікопротеїну, як у Quorn.
М'ясні альтернативи зазвичай споживають вегетаріанці, вегани та люди, які дотримуються релігійних і культурних правил харчування, як джерело дієтичного білка. Однак глобальний попит на  дієти також збільшив їх популярність серед невегетаріанців і флексітаріанців, які прагнуть зменшити вплив виробництва м’яса на навколишнє середовище.
Заміна м'яса має довгу історію. Тофу був винайдений у Китаї ще в 200 році до нашої ери , а в середні віки подрібнені горіхи та виноград використовували як замінник фаршу під час Великого посту.  З 2010-х років стартапи, такі як Impossible Foods і Beyond Meat, популяризували готові рослинні замінники яловичого фаршу, котлетів і курячих нагетсів як комерційні продукти.

## Історія

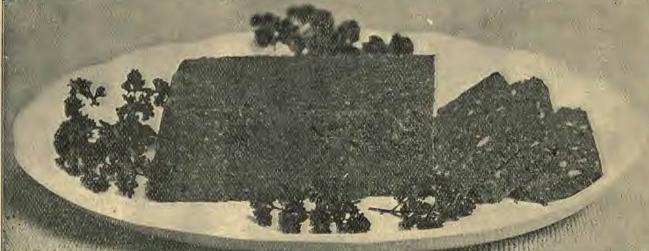
Печеня з горіхів і сочевиці з журналу Good Health, 1902 рік

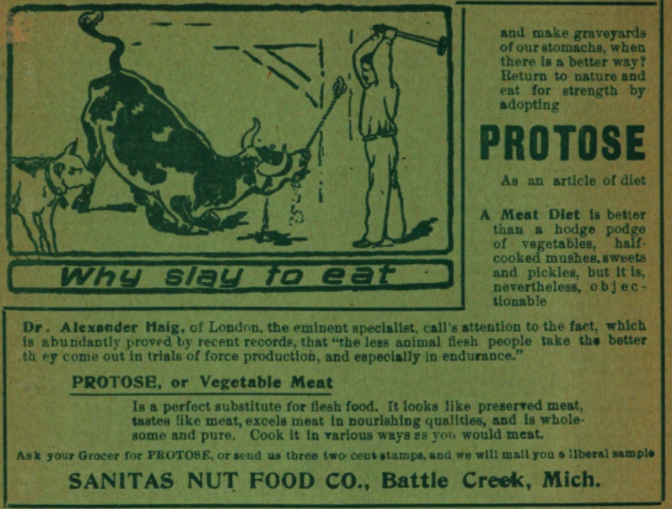
Реклама замінника м’яса Protose від John Harvey Kellogg

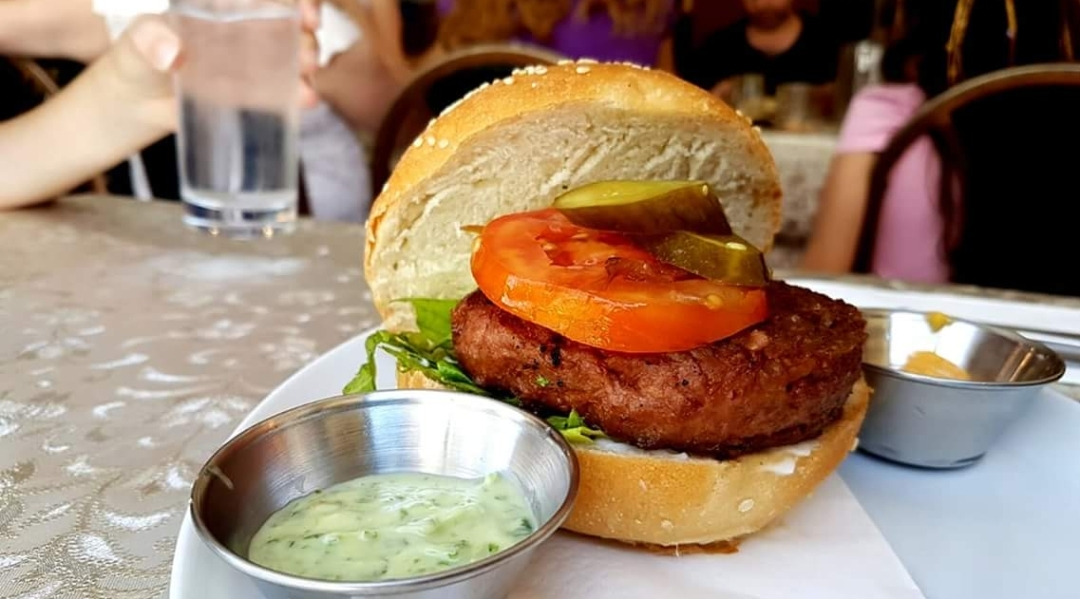
Веганський бургер Beyond від Beyond Meat

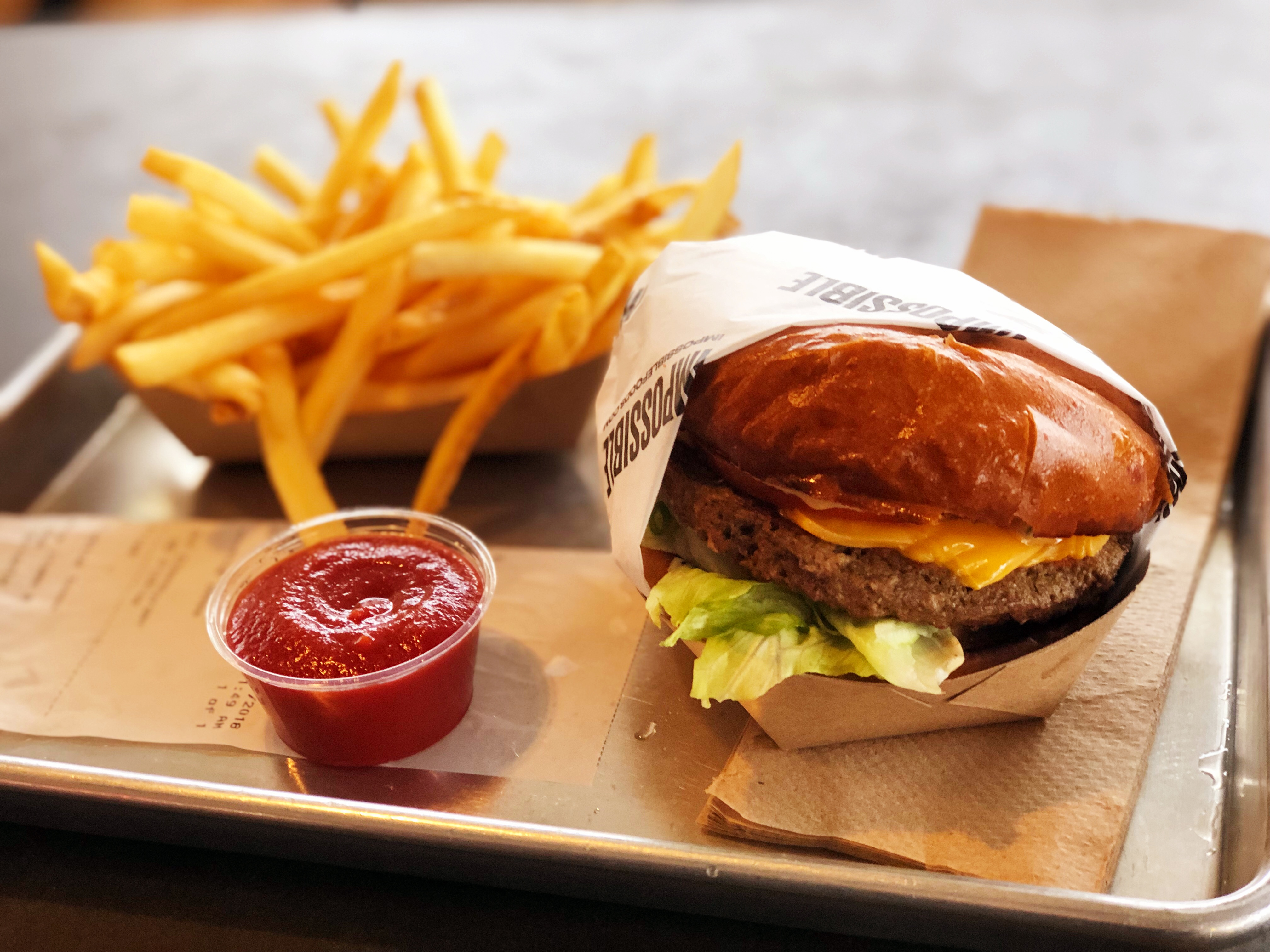
Чізбургер із веганської котлети від Impossible Burger

Тофу, альтернативне м’ясо, виготовлене із соєвих бобів, було винайдено в Китаї династією Хань (206 р. до н. е.–220 р. н. е.). Малюнки виробництва тофу були виявлені в гробниці династії Хань.   Його використання як альтернативи м'ясу записано в документі, написаному Тао Гу (спрощ.: 陶谷; кит. трад.: 陶穀; піньїнь: Táo Gǔ). Тао описує, як тофу був відомий як «маленька баранина» (кит. трад.: 小宰羊; піньїнь: xiǎo zǎiyáng), який показує, що китайці цінували тофу як несправжнє м’ясо. Тофу широко споживали під час династії Тан (618–907) і, ймовірно, поширився до Японії під час пізнішої династії Тан або ранньої династії Сун. 
У третьому столітті нашої ери Афіней описує приготування імітації анчоуса у своїй праці «Deipnosophistae».
Пшеничну клейковину було задокументовано в Китаї з шостого століття.  Найстаріша згадка про пшеничну клейковину міститься в Цимін Яошу, китайській сільськогосподарській енциклопедії, написаній Цзя Сісі в 535 році. В енциклопедії згадується локшина, приготовлена з пшеничного глютену під назвою бо дуо.  Пшеничний глютен був відомий як міан цзінь за часів династії Сун (960–1279).
До приходу буддизму північний Китай був переважно м’ясною культурою. Вегетаріанські дієтичні закони буддизму призвели до розробки замінників м’яса як заміни м’ясних страв, які китайці більше не могли споживати як буддисти. М’ясні альтернативи, такі як тофу та пшеничний глютен, все ще асоціюються з буддистською кухнею в Китаї та інших частинах Східної Азії.  М’ясні альтернативи також були популярні в середньовічній Європі під час Великого посту, коли заборонялося споживання теплокровних тварин, яєць і молочних продуктів. Подрібнений мигдаль і виноград використовували як замінник фаршу. З нарізаного хліба робили імітацію шкварок. 
Приблизно з 1877 року Джон Харві Келлог розробив різні замінники м’яса з горіхів, зерна та сої, щоб годувати пацієнтів у своєму вегетаріанському санаторії Батл-Крік.  Kellogg's Sanitas Nut Food Company продала свій замінник м'яса Protose, виготовлений з арахісу та пшеничного глютену. Він став найпопулярнішим продуктом Kellogg, оскільки до 1930 року було спожито кілька тисяч тонн .
Наприкінці 19-го та першій половині 20-го століття спостерігався підвищений інтерес до замінників м'яса.  До 1950 року інтерес до рослинних замінників м’яса виявляли вегетаріанці, які шукали альтернативи м’ясному білку з етичних міркувань, і звичайні м’ясоїди, які зіткнулися з нестачею їжі під час Першої та Другої світових воєн. 
У 1898 році Генрієтта Латам Дуайт написала вегетаріанську кулінарну книгу «Кулінарна книга Золотого віку», яка включала рецепти замінників м’яса, такі як «несправжня курка», приготовлена з панірувальних сухарів, яєць, лимонного соку та волоських горіхів, і «несправжній суп із молюсків», виготовлений із квасолі і вершків.  Дієтолог Сара Тайсон Рорер написала кулінарну книгу «Овочева кулінарія та замінники м’яса» в 1909 р.  Книга містить імітацію рецепту смаженої телятини з сочевиці, панірувальних сухарів і арахісу.  У 1943 році Келлог зробив свій перший аналог м’яса на основі сої під назвою «Протоза сої», який містив 32% сої.  У 1945 році Мілдред Лагер прокоментувала, що соєві боби «є найкращим замінником м’яса з рослинного світу, вегетаріанці завжди будуть використовувати їх у значній мірі замість м’яса». 
У липні 2016 року Impossible Foods випустила Impossible Burger, замінник яловичини, який, як стверджується, має зовнішній вигляд, смак і властивості, схожі на м’ясо.  У квітні 2019 року Burger King у партнерстві з Impossible Foods випустили Impossible Whopper на рослинній основі, який пізніше того ж року був випущений по всій країні  і став одним із найуспішніших запусків продукту в історії Burger King.  До жовтня 2019 року такі ресторани, як Carl's Jr, Hardee's, A&W, Dunkin Donuts і KFC, продавали м'ясні продукти рослинного походження.  Nestlé вийшла на ринок рослинних бургерів у 2019 році, представивши «Awesome Burger».  На початку вересня 2019 року бренд Kellogg's Morningstar Farms випробував свою лінійку рослинних білкових продуктів Incogmeato, а на початку 2020 року її планують розгорнути в США .

## Типи

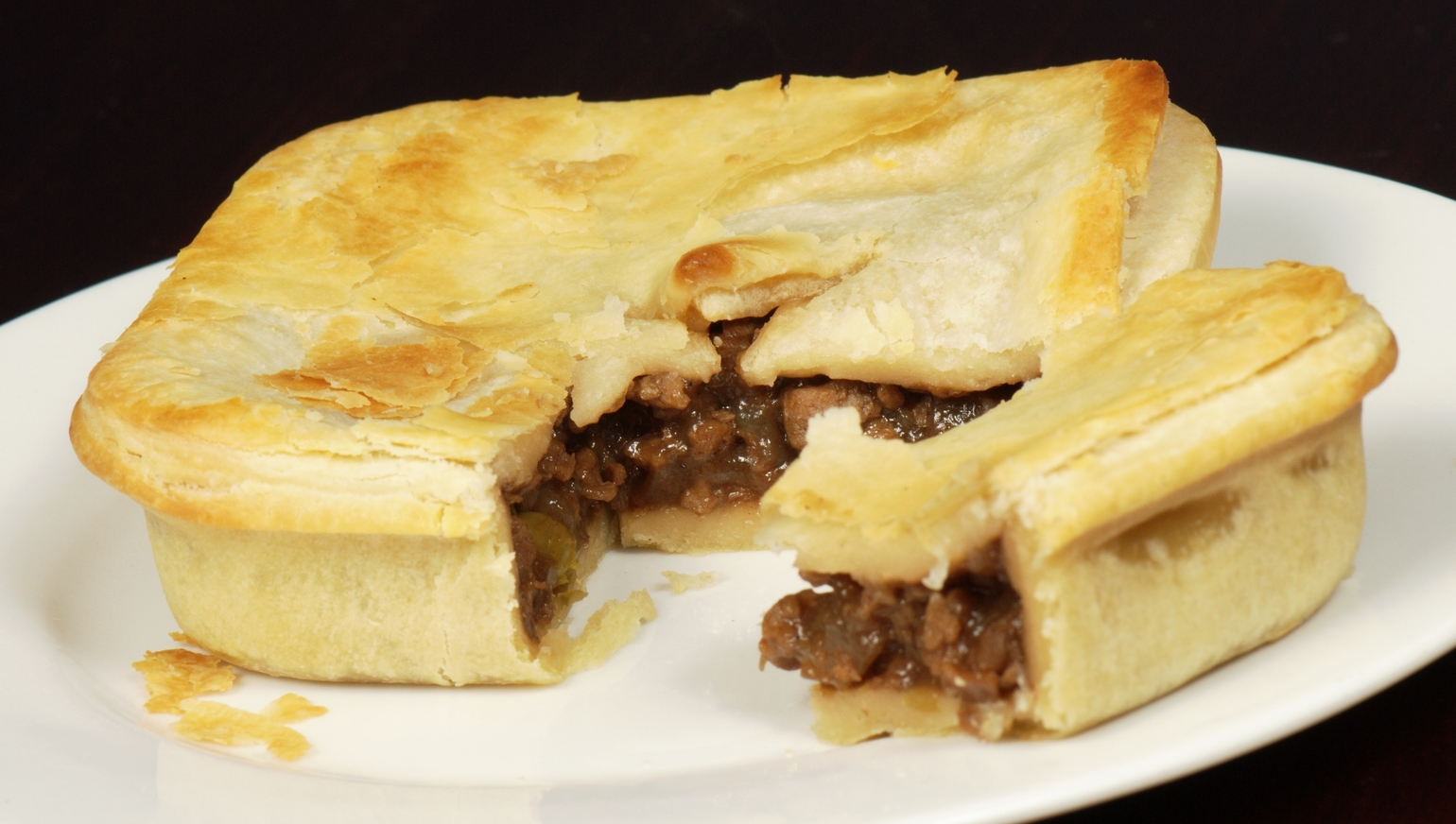
Веганський пиріг зі штучного м’яса, що містить соєвий білок і гриби, від австралійської пекарні

Деякі варіанти вегетаріанського м’яса базуються на багатовікових рецептах сейтану (пшеничного глютену), рису, грибів, бобових, темпе, ямсового борошна або пресованого тофу з додаванням ароматизаторів, щоб надати готовому продукту смак курки, яловичини, баранини, шинки, ковбаси, морепродуктів та ін. Інші альтернативи використовують модифіковане знежирене арахісове борошно, юбу (соєва плівка) та текстурований рослинний білок (TVP); Юба та TVP є альтернативами м’яса на основі сої, перша виготовлена шляхом приготування тонкої шкірки, яка утворюється поверх кип’яченого соєвого молока,  а остання є сухим сипучим товаром, отриманим із сої та концентрату соєвого білка. Деякі м’ясні альтернативи включають мікопротеїн, наприклад Quorn, який зазвичай використовує яєчний білок як сполучну речовину. Іншим типом одноклітинної альтернативи м’яса на основі протеїну (де не використовуються гриби, а бактерії ) є Calysta.

## Виробництво і склад
Несправжні м’ясні продукти в даний час виготовляються двома основними процесами: термопластичною екструзією або прядінням волокна.  
Типи інгредієнтів, які можна використовувати для створення замінників м’яса, розширюються: від таких компаній, як Plentify, які використовують бактерії з високим вмістом білка, що містяться в мікробіомі людини , до таких компаній, як Meati Foods, які культивують міцелій грибів щоб сформувати стейки, курячі грудки або рибу. 
Ізоляти соєвого білка або соєве борошно та глютен зазвичай використовуються як основа для більшості замінників м’яса, доступних на ринку. Ізолят соєвого білка — це високочиста форма соєвого білка з мінімальним вмістом білка 90%. Процес вилучення протеїну з соєвих бобів починається з очищення насіння від лущення або шкірки. Потім насіння обробляють розчинниками, такими як гексан, для вилучення з них олії. Потім безмасляний соєвий шрот розбавляють у воді та обробляють лугом для розчинення білка, залишаючи вуглеводи. Потім лужний розчин обробляють кислими речовинами для осадження білка, а потім промивають і сушать. Видалення жирів і вуглеводів призводить до того, що продукт має відносно нейтральний смак.  Соєвий білок також вважається «повноцінним білком», оскільки він містить усі незамінні амінокислоти, які мають вирішальне значення для правильного росту та розвитку людини. 
Ліпіди додають до аналога м’яса з синтезу або інших джерел, таких як рослини чи тварини. Через цільову аудиторію м’ясних альтернатив зазвичай використовуються рослинні джерела ліпідів, такі як соєва олія, оливкова олія, ріпакова олія та інші.  Хоча ліпіди не впливають на структуру аналога м’яса, вони мають вирішальне значення для підвищення смакових якостей і розширення привабливості продукту серед споживачів.
Харчові добавки включають ароматизатори, барвники, розпушувачі та емульгатори. Бікарбонат натрію широко використовується як розпушувач у різноманітних хлібобулочних виробах, таких як хліб і млинці. Вуглекислий газ, що виділяється бікарбонатом натрію, сприяє розширенню та односторонньому розтягуванню білкової мережі під час виробництва. Для стабілізації системи аналогів м’яса можна використовувати різноманітні емульгатори. Вони можуть включати, але не обмежуються цим, моноефіри полігліцерину жирних кислот, складні ефіри моноацилгліцерину дикарбонових кислот, моноефіри сахарози жирних кислот і фосфоліпіди. Нарешті, такі фосфоліпіди, як лецитин, цефалін і сфінгомієлін, також можна використовувати як ефективні емульгатори. 
Загальний склад сухої протеїнової суміші може містити від 30% до 100% водно-гідратованого білка, здатного до термокоагуляції. Суха суміш, яка містить 100% білка, забезпечує найбільш бажану волокнисту текстуру, але з точки зору смакових якостей найкраще пасує від 50% до 70%. 

## Комерція
Станом на  2020 замінники м’яса становлять близько 11% світового ринку м’яса та замінників. Ця частка ринку відрізняється від регіону до регіону.  З 2013 по 2021 рік середня світова ціна на замінники м’яса постійно знижувалася, загалом на 33%. 
Мотивація пошуку замінників м’яса у споживачів різна. Ринок м’ясних альтернатив сильно залежить від «мʼясоїдів» на дієті, які в першу чергу мотивуються здоров’єм та контролем ваги. Споживачі, які ідентифікують себе як вегани, вегетаріанці або пескетаріанці, турбуються щодо тварин та/або захисту навколишнього середовища.   Крім того, деякі культурні вірування та релігії накладають заборону на споживання деяких або всіх продуктів тваринного походження, включаючи індуїзм, іудаїзм, іслам, християнство, джайнізм і буддизм.
Веганське м’ясо споживають у ресторанах, продуктових магазинах, пекарнях, веганських шкільних обідах і вдома. Сектор рослинного м’яса зріс на 37% у Північній Америці протягом 2017–18 років.  У 2018–2019 роках продажі рослинного м’яса в США становили 895 мільйонів доларів,  з прогнозованим глобальним ринком м’ясних альтернатив 140 мільярдів доларів до 2029 року  Пошуки здорової альтернативи м’ясу, цікавість і тенденції до веганства були рушійними силами ринку альтернатив м’яса в 2019 році . Зміна важливості м’ясних альтернатив у раціоні американців була помітна в різкому збільшенні покупок під час пандемії COVID-19 у Сполучених Штатах. У книзі «Кінець тваринництва» Джейсі Різ Антіс стверджується, що рослинна їжа та культивоване м’ясо повністю замінять їжу тваринного походження до 2100 року.

## Вплив на навколишнє середовище
Окрім етичних мотивів і мотивацій здоров’я, розробка кращих альтернатив м’ясу має потенціал для зменшення впливу виробництва м’яса на навколишнє середовище, що є важливою проблемою, враховуючи, що прогнозується, що глобальний попит на м’ясні продукти зросте на 15 відсотків до 2031 року. Дослідження м’яса та замінників свідчать про те, що безм’ясні продукти можуть запропонувати суттєві переваги порівняно з виробництвом яловичини, і, меншою мірою, свинини та курки, з точки зору виробництва парникових газів, використання води та землі.  У звіті Boston Consulting Group за 2022 рік встановлено, що інвестиції в покращення та розширення виробництва м’ясних і молочних альтернатив призводять до значного скорочення парникових газів порівняно з іншими інвестиціями. 

## Критика
Компанії, що виробляють рослинні альтернативи м’ясу, включно з Beyond Meat і Impossible Foods, піддавалися критиці за маркетинг і склад своїх продуктів, а також за використання тестів на тваринах.  Дієтологи стверджують, що вони не обов’язково корисніші за м’ясо через високий рівень обробки та вміст натрію.  
Джон Маккі, співзасновник і генеральний директор Whole Foods, і Браян Ніккол, генеральний директор Chipotle Mexican Grill, критикували м’ясні альтернативи за те, що вони пройшли ультраобробку. Chipotle стверджував, що не продаватиме ці продукти у своїх ресторанах через їхню обробку. За даними CNBC, «Chipotle приєднується до таких компаній, як Taco Bell — колишній роботодавець Ніккола — і Arby's у зобов’язанні виключити пісне м’ясо зі свого меню».  У відповідь компанія Beyond Meat запросила Niccol відвідати її виробничий майданчик, щоб побачити процес виробництва.  Пізніше Chipotle розробив власний «рослинний чорисо».  
Деякі консалтингові фірми та аналітики вимагають більшої прозорості щодо впливу рослинного м’яса на навколишнє середовище. 
У деяких штатах прийнято законодавство, згідно з яким замінники м’яса не можуть позначатися як «м’ясо». У Луїзіані так званий «Закон про правду в маркуванні харчових продуктів» був оскаржений Тофуркі.